# 우리 시대의 평화

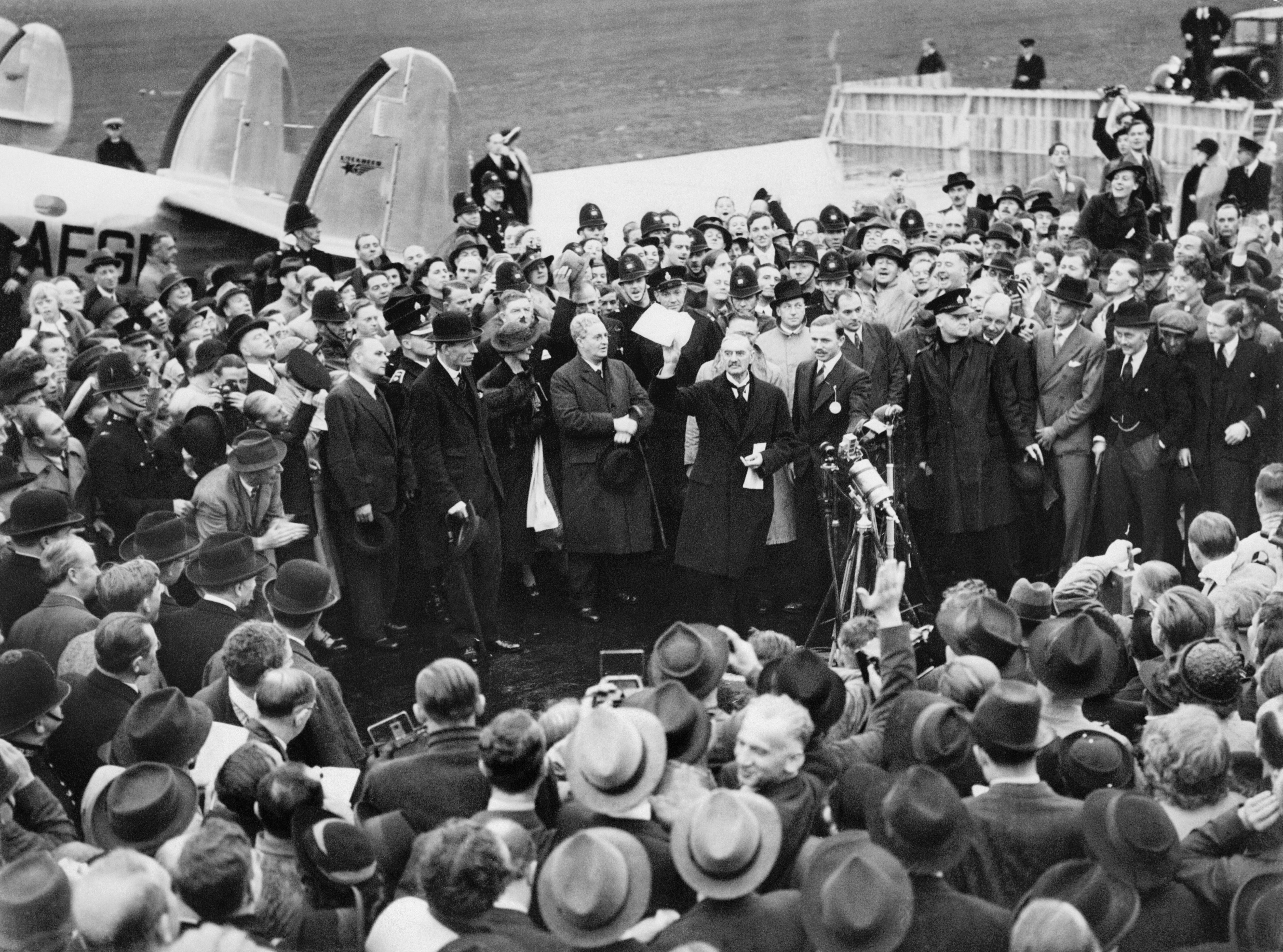
네빌 체임벌린이 1938년 9월 30일 뮌헨에서 돌아온 후 헤스턴 비행장에서 히틀러와 자신이 서명한 평화적 방법을 약속하는 영국-독일 선언(결의안)을 보여주고 있다.

"우리 시대의 평화"는 영국 총리 네빌 체임벌린이 1938년 9월 30일 런던에서 뮌헨 협정과 그에 따른 영국-독일 선언에 대해 언급하며 한 선언이다. 이 문구는 1878년 베를린 회의에서 돌아온 벤저민 디즈레일리가 "솔즈베리 경과 나는 여러분에게 평화를 가져다주었다. 하지만 나는 명예로운 평화를 바란다"고 말했던 것을 반향한 것이다. 이 문구는 협정 후 1년도 채 되지 않아 독일의 폴란드 침공으로 제2차 세계 대전이 시작되었기 때문에 쓰디쓴 아이러니한 가치로 주로 기억된다.
이 문구는 종종 "우리 시대에 평화"라고 잘못 인용되는데, 이는 성공회 기도서에 오랫동안 등장하여 영국 대중에게 이미 익숙한 문구이다. 그 책의 한 구절은 7세기 찬송가 "Da pacem Domine"에서 번역된 것으로, "우리 시대에 평화를 주소서, 주여; 우리를 위해 싸우는 이가 주님 외에는 아무도 없으니, 오 하나님이시여"라고 되어 있다.

## 연설
체임벌린의 비행기는 1938년 9월 30일 헤스턴 비행장에 착륙했고 그는 그곳의 관중들에게 연설했다.

지금 달성된 체코슬로바키아 문제의 해결은, 제 생각에는, 모든 유럽이 평화를 찾을 더 큰 해결의 서곡에 불과합니다. 오늘 아침 독일 총리 히틀러 씨와 다시 이야기를 나누었고, 여기 그의 이름과 제 이름이 함께 적힌 문서가 있습니다. 여러분 중 일부는 이미 그 내용이 무엇인지 들었을지 모르지만, 제가 여러분에게 읽어드리고 싶습니다. "... 우리는 어젯밤 서명된 협정과 영국-독일 해군 협정을 우리 두 민족이 다시는 서로 전쟁을 하지 않으려는 소망의 상징으로 간주합니다."
그날 늦게 그는 다우닝가 10번지 밖에 서서 다시 문서 내용을 읽고 다음과 같이 결론지었다.

사랑하는 친구 여러분, 우리 역사상 독일에서 다우닝가로 명예로운 평화가 돌아온 것은 이번이 두 번째입니다. 저는 이것이 우리 시대의 평화라고 믿습니다. 진심으로 감사드립니다. 이제 집에 가서 편안하게 주무시길 권합니다.

체임벌린의 귀환은 보편적으로 환영받지 못했고, 같은 날 트라팔가 광장에서는 뮌헨 협정에 반대하는 15,000명이 시위를 벌였는데, 이는 다우닝가 10번지에서 그를 환영한 사람들의 세 배에 달하는 숫자였다. 체임벌린의 BBC에 대한 지속적인 조작으로 인해 그 소식은 크게 억압되었다. 노동당 대변인 휴 달튼은 체임벌린이 흔들던 종이가 "나의 투쟁 페이지에서 찢어낸 것"이라고 공개적으로 시사했다.
체임벌린을 믿지 못한 아이작 아시모프는 1939년 7월 1940년에 세계 대전이 일어날 것이라고 언급하는 "트렌즈"를 발표했다. 그는 나중에 "내가 너무 보수적이었다" (전쟁이 언제 시작될지에 대해)라고 썼다.

## 문화적 언급
우리 시대의 평화는 노엘 카워드가 1947년에 쓴 연극의 제목이다. 가상의 1940년을 배경으로, 영국 본토 항공전은 패배하고 독일군은 제공권을 장악하며 영국은 나치 점령 하에 있다. 프랑스 점령의 영향을 보고 1946년에 이 연극을 쓰게 된 영감을 받은 카워드는 다음과 같이 썼다: "나는 4년간의 간헐적인 폭격의 물리적 영향이 4년간의 적 점령의 정신적 영향보다 국가의 본질적인 성격에 훨씬 덜 해롭다는 것을 의심하기 시작했다."
"Peace in Our Time"은 1984년 엘비스 코스텔로가 챔벌린을 언급하며 풍자한 노래이다. 이 곡은 앨범 Goodbye Cruel World에 수록되어 있다.
1994년 더 뷰티풀 사우스의 앨범 Miaow에 수록된 "Hold On to What?"에는 "체임벌린은 종이를 가졌고/예수는 십자가를 가졌지/그들은 버텼어/우리는 무엇을 버텼지?"라는 가사가 포함되어 있다.
미국 대통령 존 F. 케네디는 1963년 아메리칸 대학교 연설에서 "우리 시대의 평화뿐만 아니라 영원한 평화"를 추구한다고 말하며 이 연설을 언급했다.
몬티 파이튼의 1969년 세상에서 가장 웃긴 농담 스케치에는 "영국의 위대한 전전 농담"이 언급되고 체임벌린이 뮌헨 협정 문서를 들고 있는 이미지가 나온다.
2015년 마블 시네마틱 유니버스 영화 어벤져스: 에이지 오브 울트론에서 토니 스타크는 동명의, 겉보기에는 자비로운 인공지능을 만든 후 "우리 시대의 평화"라는 문구를 사용한다. 이것이 역효과를 내면서, 이 문구는 체임벌린의 발언과 유사한 아이러니한 가치를 지닌다.
로빈 히치콕의 1990년 노래 "Cynthia Mask"는 두 번째 절 가사에서 이 사건을 언급한다.

## 같이 보기
- A total and unmitigated defeat
- 유화정책
- Dewey Defeats Truman
- 체임벌린 내각의 유럽 외교 정책
- Mission Accomplished speech
- Political gaffe
- 서구의 배신